# K. Berchem Sport
K. Berchem Sport es un equipo de fútbol belga situado en el distrito de Berchem en la ciudad de Amberes. El club está afiliado a la Real Asociación de Fútbol con la matrícula nº 28 y tiene como colores el amarillo-negro. El club alguna vez jugó en Primera División y tuvo sus mayores éxitos en el período inmediatamente posterior a la Segunda Guerra Mundial, cuando se convirtió en subcampeón de Bélgica tres veces seguidas. Tras esa época, el club volvió a descender a la serie nacional inferior. Berchem juega sus partidos como local en el Ludo Coeck Stadium, que lleva el nombre del famoso jugador Ludo Coeck que era natural de la localidad. Actualmente juega en la División 2 de Bélgica.

## Historia
Se fundó en 1906, aunque no se afilió a la Real Federación Belga de Fútbol hasta 1908. El club hizo su primera aparición en Segunda División en 1911, pero descendió después de una temporada. Tras la Primera Guerra Mundial, Berchem volvió a esta división y unas temporadas después, en 1922  consiguió forzar el ascenso a la Primera. El club siguió jugando en los niveles más altos durante varias décadas. Recibió el título real en su 25 aniversario en 1931 y se convirtió en Royal Berchem Sport. En 1933 cayeron a Segunda durante una temporada pero pudieron regresar rápidamente, pero en 1936 volvieron a descender. Sólo durante la Segunda Guerra Mundial, en 1943, el club volvió al más alto nivel.
Berchem disfrutó ahora de su mejor época. El club se proclamó subcampeón tres veces seguidas tras el RSC Anderlecht. En 1948/49 terminaron con tantos puntos como el Standard de Lieja y a sólo tres del campeón RSC Anderlecht. En 1950 fue segundo a 5 puntos del campeón, en 1951 Berchem terminó con tantos puntos como Anderlecht. Sin embargo, el equipo con menor número de partidos perdidos fue clasificado más alto, Anderlecht había sufrido 5 derrotas mientras que Berchem 9. Posteriormente se cambió el reglamento para que el desempate fuera a favor del club con mayor número de partidos ganados, con 13 para Anderlecht y 17 para Berchem, pero desafortunadamente estos cambios llegaron años después.
A principios de los sesenta, Berchem ya había descendido a Segunda durante dos temporadas, en 1966 el club volvió a descender. En 1967 el nombre se aflamenca a Koninklijke Berchem Sport. Durante los años setenta y ochenta, Berchem sube y baja varias veces entre Primera y Segunda División, hasta que finalmente desciende a Segunda en 1987. Tres temporadas después, el club descendió aún más a Tercera. A finales de los 90, el club lo pasó aún peor. En 1997 descendió a Cuarta División y en 2000, tras problemas, llegó incluso a caer una temporada a Primera Provincial, aunque el club había terminado cuarto. El joyero armenio Vasken Cavatti inyectó mucho dinero al club, pero al final, gracias a sus propios canteranos, pudo forzar el regreso a Cuarta División tras sólo una temporada. La temporada siguiente se incorporaron al club varios jugadores experimentados que se proclamaron inmediatamente campeones de Cuarta División en la temporada 2001/02. En la temporada 2002/03 se seguirá con este impulso y estará inmediatamente en lo más alto de la Tercera División. En marzo de 2003, sin embargo, el presidente Cavatti fue sospechoso de fraude y arrastra al club con él. Berchem aún ganó el título, pero no recibió una licencia de la asociación y, por lo tanto, no pudo ascender a Segunda División. Con la desaparición de Cavatti, la principal fuente de dinero desapareció y muchos jugadores se fueron. Con una plantilla muy debilitada, Berchem terminó en último lugar al año siguiente y volvió a descender a Cuarta División. Erik Vermeylen se convierte en nuevo presidente, el número del club se salvó y los problemas financieros se resolvieron gradualmente.
En 2011 Marc Debie asumió la presidencia y vio a Berchem Sport ganar inmediatamente el título en Cuarta B. Durante las temporadas 2012/13 hasta 2016/2017 (título), el club jugó en Tercera y Segunda Div. Aficionada. Desde la temporada 2017 / 2018 Berchem Sport juega en Primera División Aficionada.
El sábado 21 de abril de 2018, Berchem Sport jugó su último partido en el estadio Ludo Coeck contra el Knokke FC. En el verano de 2018, se demolieron la tribuna de pie cubierta y las gradas detrás de las porterías, una inspección también reveló que los asientos cubiertos ya no cumplían con las normas de seguridad. Será reemplazado por un estadio completamente nuevo que tendrá capacidad para 4.000 espectadores. 

### Cambio de nombre
- Berchem Sport (1906-1931)
- Royal Berchem Sport (1931-1967)
- K. Berchem Sport (1967-actualidad)

## Resultados
| Temporada                                                                              | División | División | División | División | División | División | Denominación                           | Puntos                                 | Observaciones                                                                                       |
|                                                                                        | I        | I        | II       | P.I      | P.II     | P.III    |                                        |                                        | |
| -------------------------------------------------------------------------------------- | -------- | -------- | -------- | -------- | -------- | -------- | -------------------------------------- | -------------------------------------- | --------------------------------------------------------------------------------------------------- |
| 1909/10                                                                                |          |          |          |          | 1        |          | Tercera Regional B Antw.               | 22                                     | campeón y ascenso                                                                                   |
| 1910/11                                                                                |          |          |          | 1        |          |          | Segunda Provincial Antw.               | 40                                     | campeón y ascenso                                                                                   |
| 1911/12                                                                                |          |          | 12       |          |          |          | Segunda                                | 14                                     | descenso                                                                                            |
| 1912/13                                                                                |          |          |          | 1        |          |          | Segunda Regional B Antw.               | 18                                     | |
| 1913/14                                                                                |          |          |          | 1        |          |          | Segunda Regional B Antw.               | 23                                     | ascenso después de ganar una ronda final nacional                                                   |
| Debido a la Primera Guerra Mundial, no se organizaron competiciones entre 1914 y 1919. |          |          |          |          |          |          |                                        |                                        | |
| 1919/20                                                                                |          |          | 6        |          |          |          | Segunda                                | 24                                     | |
| 1920/21                                                                                |          |          | 6        |          |          |          | Segunda                                | 21                                     | |
| 1921/22                                                                                |          |          | 2        |          |          |          | Segunda                                | 40                                     | ascenso                                                                                             |
| 1922/23                                                                                | 10       | 10       |          |          |          |          | Primera                                | 19                                     | |
| 1923/24                                                                                | 10       | 10       |          |          |          |          | Primera                                | 22                                     | |
| 1924/25                                                                                | 7        | 7        |          |          |          |          | Primera                                | 27                                     | |
| 1925/26                                                                                | 6        | 6        |          |          |          |          | Primera                                | 30                                     | |
|                                                                                        | I        | I        | II       | III      | P.I      | P.II     | desde 1926/27 hay 3 niveles nacionales | desde 1926/27 hay 3 niveles nacionales | desde 1926/27 hay 3 niveles nacionales                                                              |
| 1926/27                                                                                | 5        | 5        |          |          |          |          | Primera                                | 29                                     | |
| 1927/28                                                                                | 4        | 4        |          |          |          |          | Primera                                | 27                                     | |
| 1928/29                                                                                | 8        | 8        |          |          |          |          | Primera                                | 26                                     | |
| 1929/30                                                                                | 12       | 12       |          |          |          |          | Primera                                | 21                                     | |
| 1930/31                                                                                | 3        | 3        |          |          |          |          | Primera                                | 33                                     | |
| 1931/32                                                                                | 5        | 5        |          |          |          |          | Primera                                | 27                                     | |
| 1932/33                                                                                | 14       | 14       |          |          |          |          | Primera                                | 15                                     | descenso                                                                                            |
| 1933/34                                                                                |          |          | 1        |          |          |          | Segunda B                              | 42                                     | campeón grupo B y ascenso                                                                           |
| 1934/35                                                                                | 9        | 9        |          |          |          |          | Primera                                | 23                                     | |
| 1935/36                                                                                | 14       | 14       |          |          |          |          | Primera                                | 8                                      | descenso                                                                                            |
| 1936/37                                                                                |          |          | 6        |          |          |          | Segunda A                              | 27                                     | |
| 1937/38                                                                                |          |          | 2        |          |          |          | Segunda B                              | 36                                     | |
| 1938/39                                                                                |          |          | 3        |          |          |          | Segunda A                              | 36                                     | |
| 1939/40                                                                                |          |          |          |          |          |          |                                        |                                        | Debido a la Segunda Guerra Mundial, la competición se detuvo prematuramente.                        |
| 1940/41                                                                                |          |          |          |          |          |          |                                        |                                        | Debido a la Segunda Guerra Mundial, la competición se detuvo prematuramente.                        |
| 1941/42                                                                                |          |          | 2        |          |          |          | Segunda B                              | 46                                     | |
| 1942/43                                                                                |          |          | 1        |          |          |          | Segunda B                              | 47                                     | campeón y ascenso                                                                                   |
| 1943/44                                                                                | 6        | 6        |          |          |          |          | Primera                                | 31                                     | |
| 1944/45                                                                                |          |          |          |          |          |          |                                        |                                        | Debido a la Segunda Guerra Mundial, la competición se detuvo prematuramente.                        |
| 1945/46                                                                                | 7        | 7        |          |          |          |          | Primera                                | 38                                     | |
| 1946/47                                                                                | 6        | 6        |          |          |          |          | Primera                                | 42                                     | |
| 1947/48                                                                                | 7        | 7        |          |          |          |          | Primera                                | 29                                     | |
| 1948/49                                                                                | 2        | 2        |          |          |          |          | Primera                                | 38                                     | |
| 1949/50                                                                                | 2        | 2        |          |          |          |          | Primera                                | 40                                     | |
| 1950/51                                                                                | 2        | 2        |          |          |          |          | Primera                                | 38                                     | mismos puntos que RSC Anderlecht, pero más derrotas                                                 |
| 1951/52                                                                                | 10       | 10       |          |          |          |          | Primera                                | 28                                     | |
|                                                                                        | I        | I        | II       | III      | IV       | P.I      | desde 1952/53 hay 4 niveles nacionales | desde 1952/53 hay 4 niveles nacionales | desde 1952/53 hay 4 niveles nacionales                                                              |
| 1952/53                                                                                | 11       | 11       |          |          |          |          | Primera                                | 28                                     | |
| 1953/54                                                                                | 11       | 11       |          |          |          |          | Primera                                | 28                                     | semifinales de Copa                                                                                 |
| 1954/55                                                                                | 7        | 7        |          |          |          |          | Primera                                | 31                                     | |
| 1955/56                                                                                | 4        | 4        |          |          |          |          | Primera                                | 33                                     | |
| 1956/57                                                                                | 10       | 10       |          |          |          |          | Primera                                | 28                                     | |
| 1957/58                                                                                | 13       | 13       |          |          |          |          | Primera                                | 24                                     | |
| 1958/59                                                                                | 10       | 10       |          |          |          |          | Primera                                | 28                                     | |
| 1959/60                                                                                | 15       | 15       |          |          |          |          | Primera                                | 25                                     | descenso                                                                                            |
| 1960/61                                                                                |          |          | 9        |          |          |          | Segunda                                | 29                                     | |
| 1961/62                                                                                |          |          | 1        |          |          |          | Segunda                                | 43                                     | campeón y ascenso                                                                                   |
| 1962/63                                                                                | 14       | 14       |          |          |          |          | Primera                                | 25                                     | |
| 1963/64                                                                                | 15       | 15       |          |          |          |          | Primera                                | 22                                     | caso de soborno en torno a KV Turnhout, lo que permitió a Berchem Sport permanecer en Primera Clase |
| 1964/65                                                                                | 14       | 14       |          |          |          |          | Primera                                | 24                                     | |
| 1965/66                                                                                | 15       | 15       |          |          |          |          | Primera                                | 18                                     | descenso                                                                                            |
| 1966/67                                                                                |          |          | 14       |          |          |          | Segunda                                | 22                                     | |
| 1967/68                                                                                |          |          | 4        |          |          |          | Segunda                                | 36                                     | |
| 1968/69                                                                                |          |          | 6        |          |          |          | Segunda                                | 32                                     | |
| 1969/70                                                                                |          |          | 4        |          |          |          | Segunda                                | 36                                     | |
| 1970/71                                                                                |          |          | 8        |          |          |          | Segunda                                | 29                                     | semifinales de Copa                                                                                 |
| 1971/72                                                                                |          |          | 1        |          |          |          | Segunda                                | 43                                     | debut de Ludo Coeck                                                                                 |
| 1972/73                                                                                | 8        | 8        |          |          |          |          | Primera                                | 31                                     | |
| 1973/74                                                                                | 14       | 14       |          |          |          |          | Primera                                | 26                                     | |
| 1974/75                                                                                | 15       | 15       |          |          |          |          | Primera                                | 32                                     | |
| 1975/76                                                                                | 18       | 18       |          |          |          |          | Primera                                | 21                                     | descenso                                                                                            |
| 1976/77                                                                                |          |          | 9        |          |          |          | Segunda                                | 31                                     | |
| 1977/78                                                                                |          |          | 2        |          |          |          | Segunda                                | 40                                     | ascenso por un primer lugar en una ronda final con AS Oostende, KSK Tongeren y KAA Gent             |
| 1978/79                                                                                | 15       | 15       |          |          |          |          | Primera                                | 28                                     | |
| 1979/80                                                                                | 16       | 16       |          |          |          |          | Primera                                | 26                                     | |
| 1980/81                                                                                | 18       | 18       |          |          |          |          | Primera                                | 19                                     | descenso                                                                                            |
| 1981/82                                                                                |          |          | 5        |          |          |          | Segunda                                | 31                                     | |
| 1982/83                                                                                |          |          | 14       |          |          |          | Segunda                                | 21                                     | |
| 1983/84                                                                                |          |          | 5        |          |          |          | Segunda                                | 34                                     | |
| 1984/85                                                                                |          |          | 7        |          |          |          | Segunda                                | 31                                     | |
| 1985/86                                                                                |          |          | 1        |          |          |          | Segunda                                | 38                                     | |
| 1986/87                                                                                | 18       | 18       |          |          |          |          | Primera                                | 15                                     | |
| 1987/88                                                                                |          |          | 8        |          |          |          | Segunda                                | 31                                     | |
| 1988/89                                                                                |          |          | 8        |          |          |          | Segunda                                | 29                                     | |
| 1989/90                                                                                |          |          | 16       |          |          |          | Segunda                                | 18                                     | |
| 1990/91                                                                                |          |          |          | 2        |          |          | Tercera A                              | 41                                     | |
| 1991/92                                                                                |          |          |          | 10       |          |          | Tercera B                              | 26                                     | |
| 1992/93                                                                                |          |          |          | 7        |          |          | Tercera B                              | 30                                     | |
| 1993/94                                                                                |          |          |          | 9        |          |          | Tercera B                              | 26                                     | |
| 1994/95                                                                                |          |          |          | 9        |          |          | Tercera A                              | 29                                     | |
| 1995/96                                                                                |          |          |          | 7        |          |          | Tercera B                              | 42                                     | introducción del sistema de tres puntos                                                             |
| 1996/97                                                                                |          |          |          | 15       |          |          | Tercera B                              | 30                                     | |
| 1997/98                                                                                |          |          |          |          | 3        |          | Cuarta B                               | 54                                     | |
| 1998/99                                                                                |          |          |          |          | 7        |          | Cuarta B                               | 46                                     | |
| 1999/00                                                                                |          |          |          |          | 4        |          | Cuarta B                               | 48                                     | por problemas, Berchem fue descendido a Provincial                                                  |
| 2000/01                                                                                |          |          |          |          |          | 3        | Primera Provincial Antwerpen           | 52                                     | ascenso al ganar en la ronda final                                                                  |
| 2001/02                                                                                |          |          |          |          | 1        |          | Cuarta B                               | 56                                     | |
| 2002/03                                                                                |          |          |          | 1        |          |          | Tercera B                              | 54                                     | el club no recibió una licencia y no se le permitió ascender después de esta temporada              |
| 2003/04                                                                                |          |          |          | 16       |          |          | Tercera A                              | 14                                     | |
| 2004/05                                                                                |          |          |          |          | 7        |          | Cuarta B                               | 39                                     | |
| 2005/06                                                                                |          |          |          |          | 3        |          | Cuarta B                               | 50                                     | |
| 2006/07                                                                                |          |          |          |          | 5        |          | Cuarta B                               | 45                                     | |
| 2007/08                                                                                |          |          |          |          | 13       |          | Cuarta B                               | 32                                     | |
| 2008/09                                                                                |          |          |          |          | 8        |          | Cuarta B                               | 44                                     | |
| 2009/10                                                                                |          |          |          |          | 12       |          | Cuarta B                               | 36                                     | |
| 2010/11                                                                                |          |          |          |          | 10       |          | Cuarta B                               | 40                                     | |
| 2011/12                                                                                |          |          |          |          | 1        |          | Cuarta B                               | 68                                     | |
| 2012/13                                                                                |          |          |          | 5        |          |          | Tercera A                              | 52                                     | |
| 2013/14                                                                                |          |          |          | 14       |          |          | Tercera B                              | 40                                     | |
| 2014/15                                                                                |          |          |          | 12       |          |          | Tercera B                              | 45                                     | |
| 2015/16                                                                                |          |          |          | 10       |          |          | Tercera B                              | 50                                     | |
|                                                                                        | 1A       | 1B       | 1Am      | 2Am      | 3Am      | P.I      |                                        |                                        | desde 2016-17 hay 3 niveles nacionales y 2 regionales                                               |
| 2016/17                                                                                |          |          |          | 1        |          |          | Segunda Div. Afic                      | 68                                     | campeón y ascenso                                                                                   |
| 2017/18                                                                                |          |          | 15       |          |          |          | Primera Div. Afic                      | 25                                     | descenso                                                                                            |
| 2018/19                                                                                |          |          |          | 5        |          |          | Segunda Div. Afic                      | 43                                     | |
| 2019/20                                                                                |          |          |          | 8        |          |          | Segunda Div. Afic                      | 28                                     | |
| 2020/21                                                                                |          |          |          | -        |          |          | División 2                             | -                                      | competición suspendida por Covid-19                                                                 |
| 2021/22                                                                                |          |          |          | 11       |          |          | División 2                             | 33                                     | |
| 2022/23                                                                                |          |          |          | 14       |          |          | División 2                             | 38                                     | |
| 2023/24                                                                                |          |          |          | 11       |          |          | División 2                             | 46                                     | |
| 2024/25                                                                                |          |          |          | 10       |          |          | División 2                             | 34                                     | |

## Entrenadores
- Toldi Géza (1958-1960)
- Rik Coppens (1971-1974)
- Rik Coppens (1977-1981)
- Urbain Haesaert (1981)
- Raoul Peeters (1981-1983)
- René Desaeyere (1985-1987)
- Léon Nollet (1988-1989)
- Marc Brys (2001-2003)
- Urbain Spaenhoven (2005-2006)
- Gilbert Van den Bempt (2006)
- Ives Serneels (2006-2007)
- Colin Andrews (2007-2008)
- Gilbert Van den Bempt (2008)
- Philip Van Dooren (2008-2010)
- Bart Selleslags (2010-2013)
- Dirk Geeraerd (2013-2014)
- Eric Van Meir (2014)
- Stef Van de Velde (2014-)

## Palmarés
- Belgian Pro League (0)

Subcampeón: 1949, 1950, 1951
- Segunda División de Bélgica (5): 1934, 1943, 1962, 1972, 1986
- Tercera División de Bélgica (1): 2003
- Cuarta División de Bélgica (2): 2002, 2012
- Liga provincial de Bélgica de Antwerp (4): 1910, 1911, 1913, 1914
- Copa de Bélgica (0)

Semifinalista: 1954, 1971